# Xenochrophis vitattus
Xenochrophis vitattus е вид влечуго от семейство Natricidae. Видът не е застрашен от изчезване.

## Разпространение
Разпространен е в Индонезия (Ява) и Малайзия. Внесен е в Сингапур.